# Тарнава
Тарна́ва (укр. Тарнава) — село в Уманском районе Черкасской области Украины.
Было основано в 1757 году у ручья Терлица помещицей Анной Тарнавской, по чьему имени и было названо.
Население по переписи 2001 года составляло 370 человек. Почтовый индекс — 19134. Телефонный код — 4746.

## Местный совет
19134, Черкасская обл., Монастырищенский р-н, с. Тарнава, ул. Ленина, 10

## Галерея

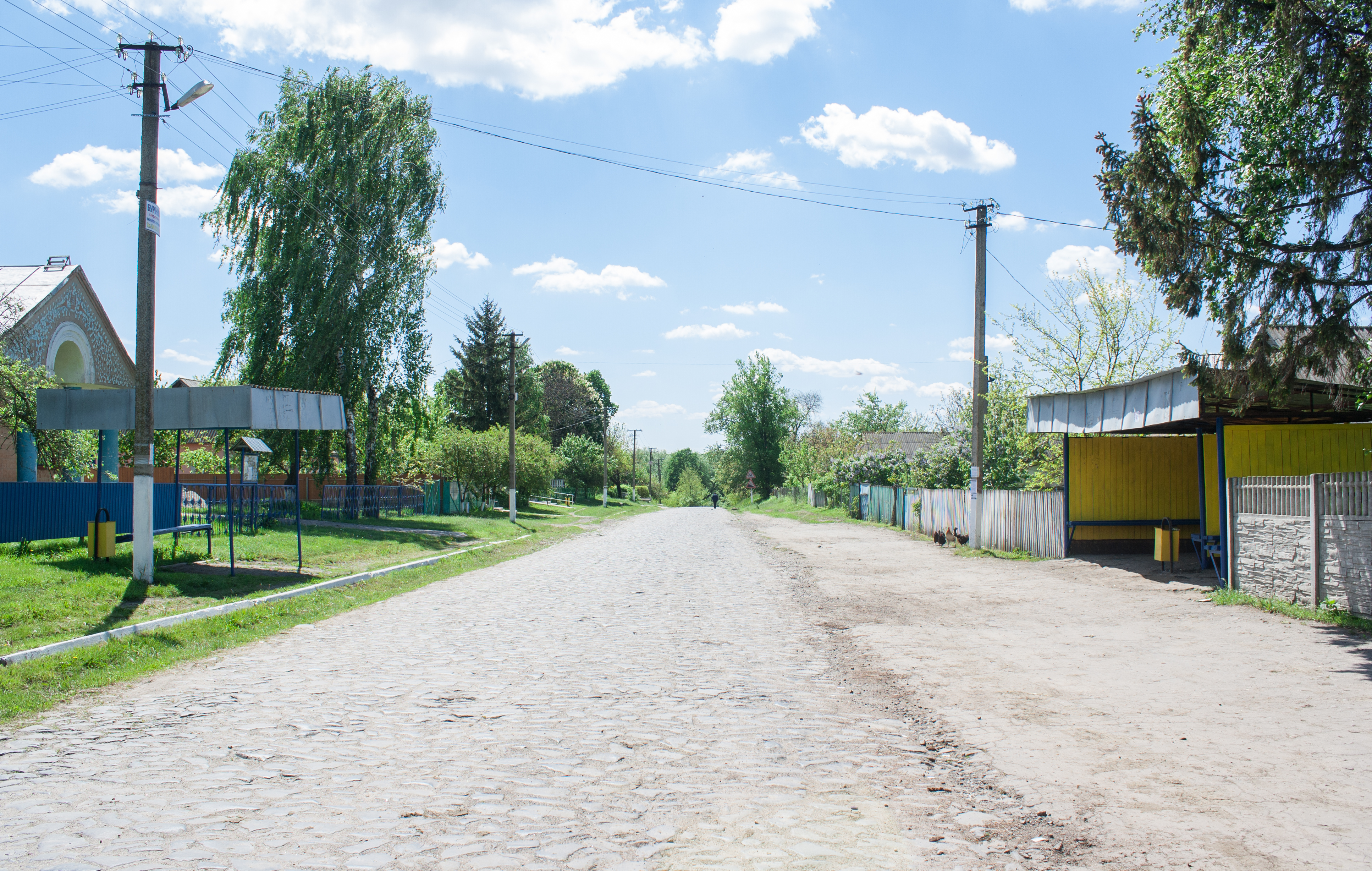
Улица Центральная
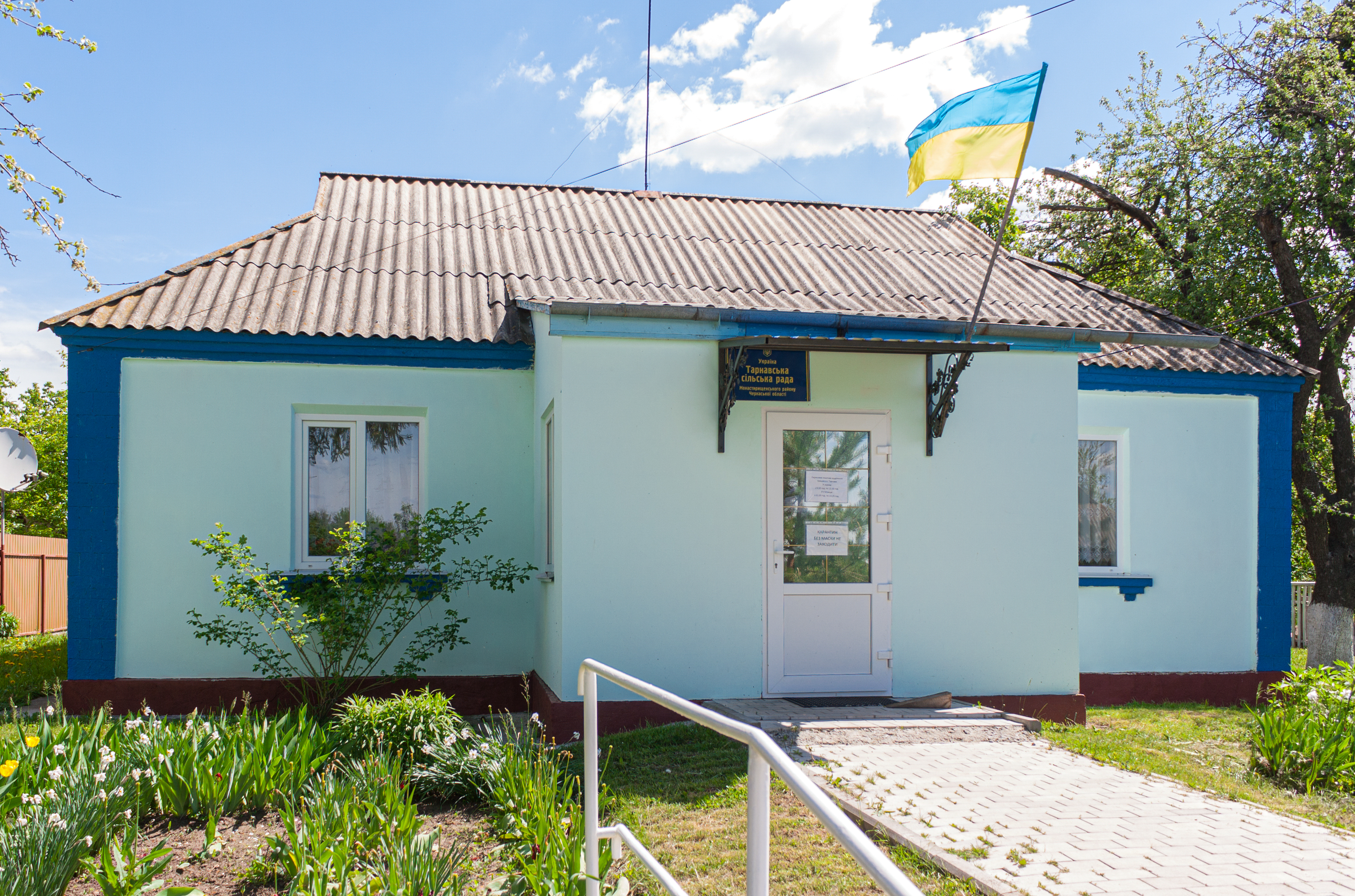
Сельская рада
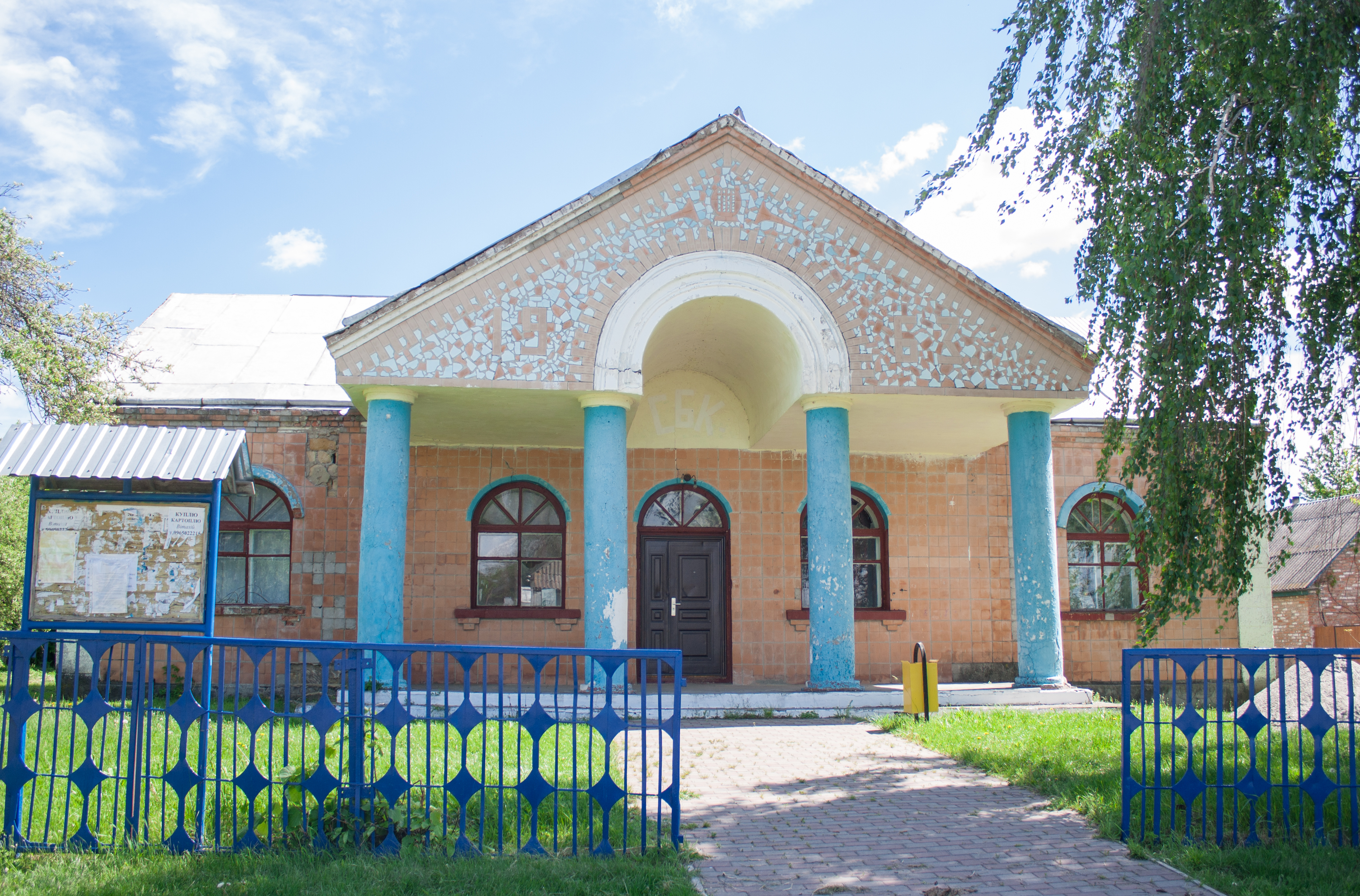
Дом культуры
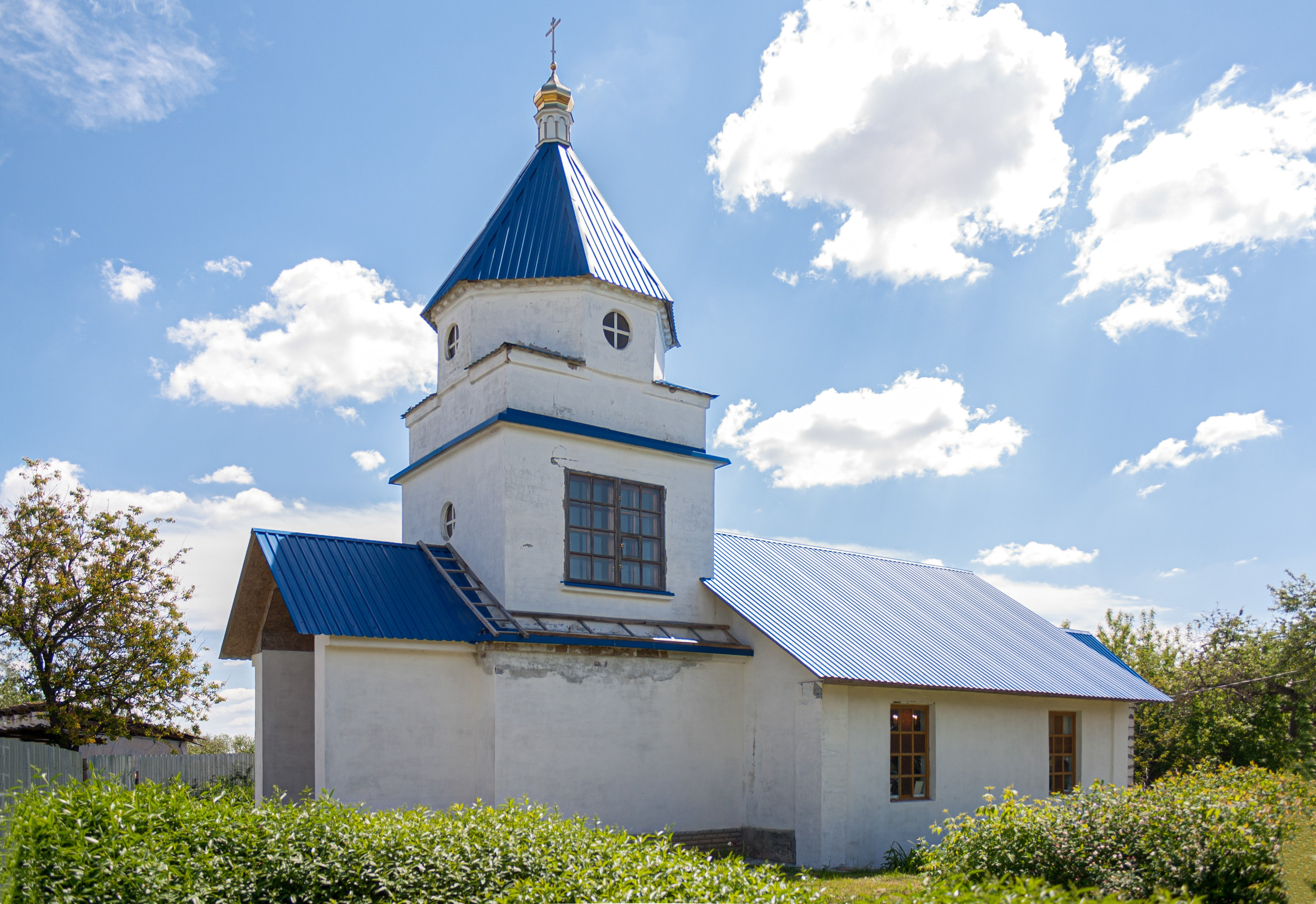
Церковь
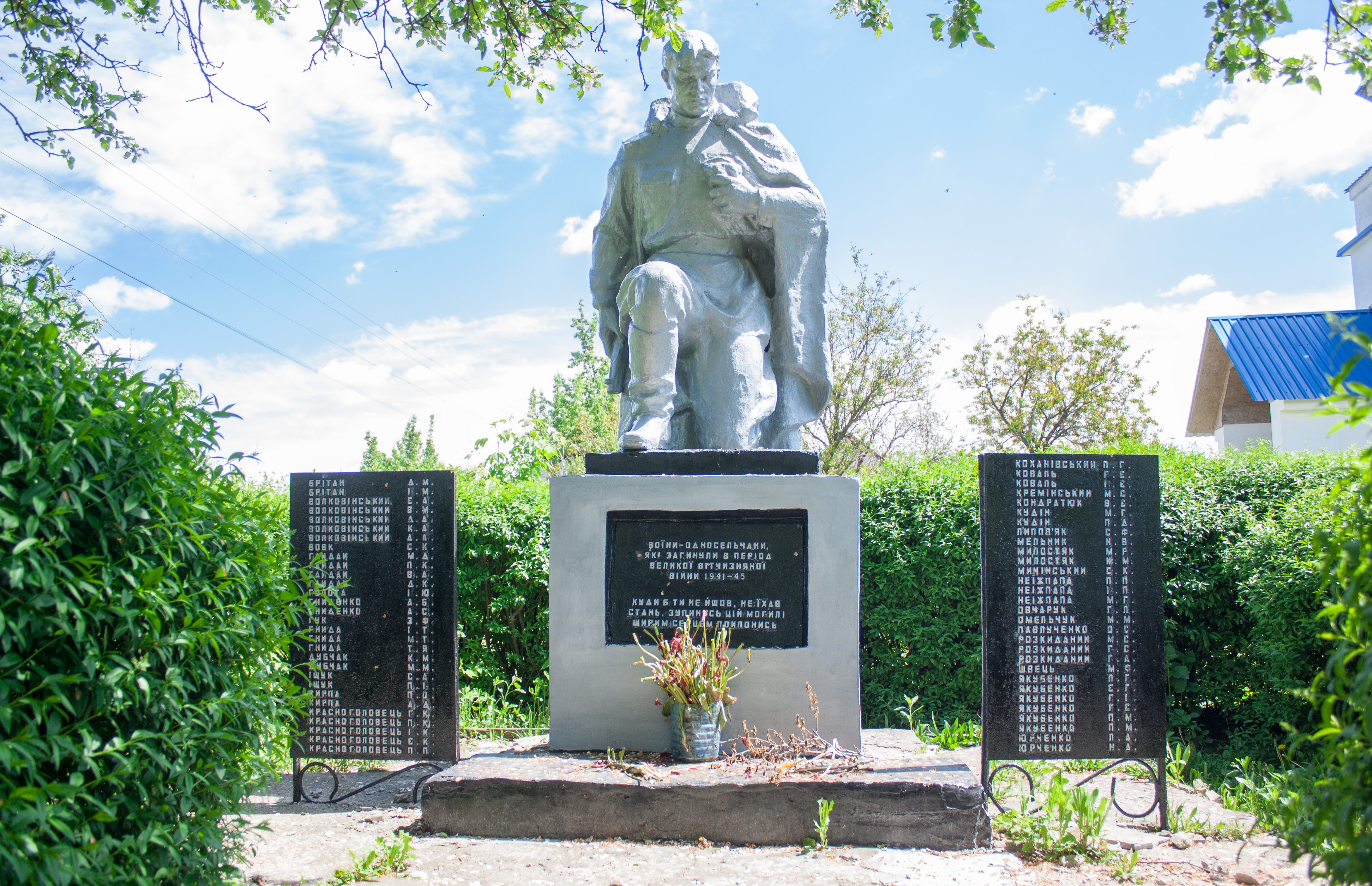
Памятник воинам-односельчанам, погибшим в ВОВ